# Galium gaudichaudii
Galium gaudichaudii är en måreväxtart som beskrevs av Dc.. Galium gaudichaudii ingår i släktet måror, och familjen måreväxter.

## Underarter
Arten delas in i följande underarter:
- G. g. gaudichaudii
- G. g. parviflorum